# Mons Herodotus
Mons Herodotus – niewielka góra w północno-zachodniej części widocznej strony Księżyca, w pobliżu Oceanus Procellarum (Oceanu Burz). Jej średnica to 5 km.
Nazwa góry pochodzi od leżącego prawie 100 km na południe krateru Herodot, który upamiętnia greckiego historyka Herodota. Pomiędzy kraterem a górą leży Vallis Schröteri, największa sinusoidalna dolina na Księżycu, która rozpoczyna się 25 km na północ od krateru Herodot, następnie ciągnie się przez 160 km na północ, zachód i południe i kończy bezpośrednio na południe od Mons Herodotus. Na południe od krateru Herodot rozciąga się południowa część Oceanus Procellarum.
W pobliżu końca Vallis Schröteri i Mons Herodotus leży niewielki krater Freud, a na południowy zachód od góry mały Raman, zwany dawniej Herodot D. Na zachód, północny zachód i północ od góry ciągnie się łańcuch górski Montes Agricola, a za nimi zachodnia część Oceanus Procellarum.